# Odontoda

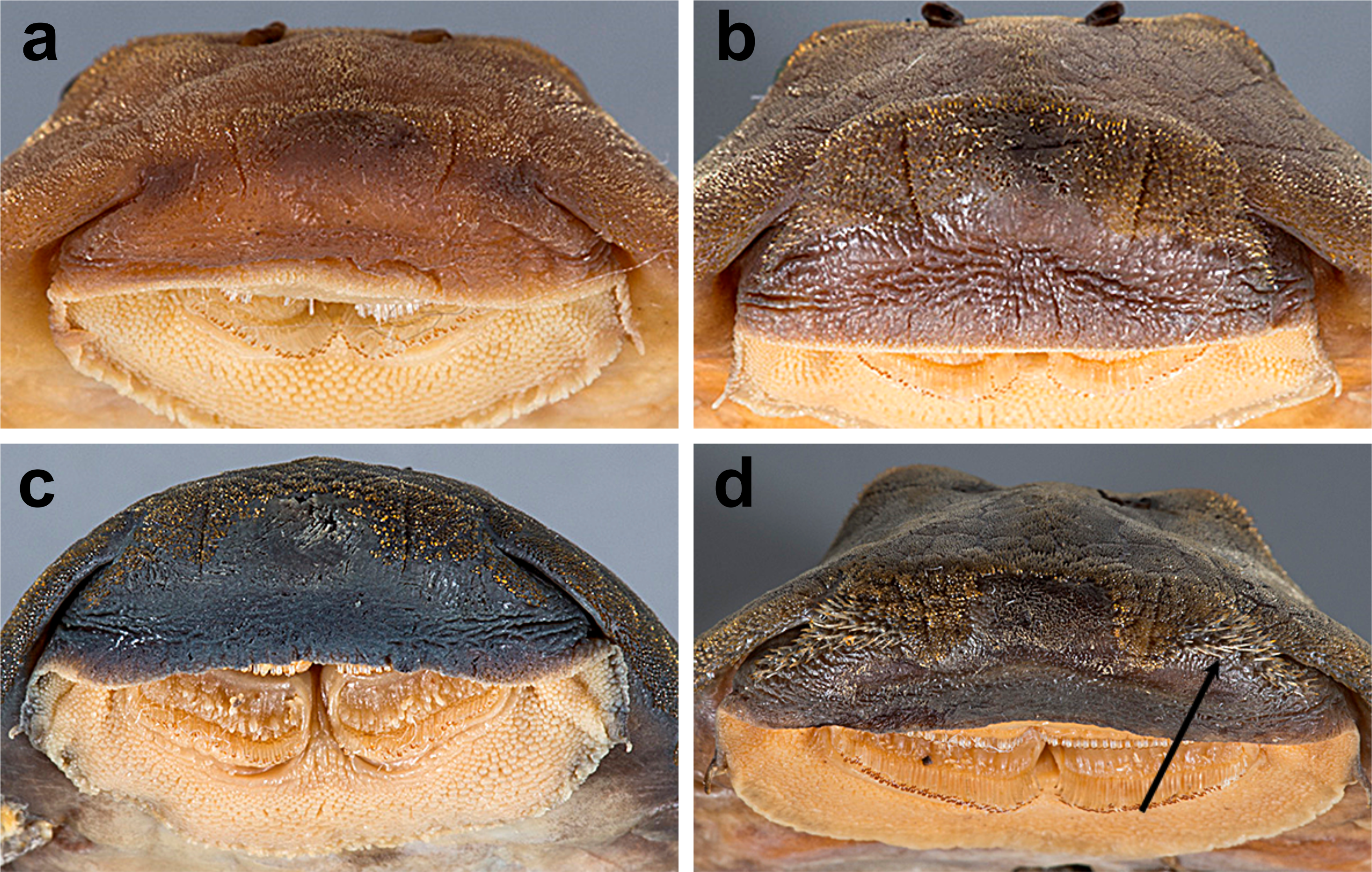
Strzałka na zdjęciu d. wskazuje odontody na pysku Guyanancistrus sp.

Odontoda, ząb skórny – niewielka forma zębinowa o pojedynczej jamie miękiszowej, występująca zwykle na powierzchni skóry lub w pobliżu otworów ciała różnych gatunków zwierząt, szczególnie u ryb. W zależności od umiejscowienia odontody przyjmują różny kształt i pełnią różne funkcje. W paleontologii uważane są za pierwotne elementy szkieletu skórnego. Występowały jako elementy pokrycia ciała (budujące łuski różnego typu) już u paleozoicznych chrzęstnoszkieletowych, u fałdopłetwych, a współcześnie u zbrojnikowatych.
Kształt i rozmieszczenie odontod u zbrojnikowatych często stanowi cechę diagnostyczną, a u niektórych jest elementem dymorfizmu płciowego.